# Gadsden Peaks
I Gadsden Peaks (in lingua inglese: Picchi Gadsden) sono una fila di picchi antartici disposti in direzione nordest su una dorsale montuosa  lunga 11 km. Si innalzano fino a 2.500 m e sono situati 9 km a ovest-sudovest del Lange Peak nel Lyttelton Range dei Monti dell'Ammiragliato, in Antartide.
I picchi sono stati mappati dall' United States Geological Survey (USGS) sulla base di rilevazioni e foto aeree scattate dalla U.S. Navy nel periodo 1960-63.
La denominazione è stata assegnata dall' Advisory Committee on Antarctic Names (US-ACAN) in onore di [Michael Gadsden, ricercatore radio presso la Stazione McMurdo nel 1965-66 e nel 1967-68.